# Lluís Mas
Lluís Guillermo Mas Bonet (Ses Salines, 15 januari 1989) is een Spaans voormalig wielrenner die in 2023 zijn carrière afsloot bij Movistar. Tijdens zijn carrière won hij tweemaal het tussensprintklassement in de Ronde van Catalonië en eenmaal dat in de Ronde van het Baskenland.
Na zijn loopbaan als beroepsrenner werd Mas manager bij Illes Balears Arabay Cycling. Zijn debuut in de ploegleidersauto maakte hij in januari 2024 in de Trofeo Calvià.

## Overwinningen
2013
Bergklassement Ronde van Castilië en León
 Tijdrit op de Middellandse Zeespelen
2014
Sprintklassement Ronde van Burgos
2015
Sprintklassement Ronde van Catalonië
8e etappe Ronde van Turkije
Sprintklassement Ronde van Turkije
2017
Sprintklassement Ronde van het Baskenland
Bergklassement Boucles de la Mayenne
2018
Bergklassement Ruta del Sol
Sprintklassement Ronde van Catalonië

## Resultaten in voornaamste wedstrijden
| Jaar | Ronde van Italië | Ronde van Frankrijk | Ronde van Spanje |
| ---- | ---------------- | ------------------- | ---------------- |
| 2014 |                  |                     | 121e             |
| 2015 |                  |                     | opgave           |
| 2016 |                  |                     | opgave           |
| 2017 |                  |                     | 83e              |
| 2018 |                  |                     | 47e              |
| 2019 | 126e             |                     |                  |
| 2020 |                  |                     |                  |
| 2021 |                  |                     |                  |
| 2022 |                  |                     | 133e             |
| 2023 |                  |                     |                  |

| Jaar | Milaan-San Remo | Gent-Wevelgem | Ronde van Vlaanderen | Parijs-Roubaix | Amstel Gold Race | Luik-Bast.‑Luik | Ronde van Lombardije | Clásica San Sebastián |  | WK op de weg |
| ---- | --------------- | ------------- | -------------------- | -------------- | ---------------- | --------------- | -------------------- | --------------------- |  | ------------ |
| 2014 |                 |               |                      |                |                  |                 | opgave               | 71e                   |  |              |
| 2015 |                 |               |                      |                |                  |                 |                      | opgave                |  | opgave       |
| 2016 |                 |               |                      |                |                  |                 |                      | 109e                  |  |              |
| 2017 |                 |               |                      |                |                  |                 |                      | opgave                |  | 103e         |
| 2018 |                 |               |                      |                |                  |                 |                      | opgave                |  |              |
| 2019 | 93e             |               | 123e                 |                |                  |                 |                      |                       |  |              |
| 2020 |                 |               | opgave               |                |                  |                 |                      |                       |  |              |
| 2021 | 91e             | 48e           | 83e                  | 95e            | opgave           | opgave          |                      |                       |  | opgave       |
| 2022 |                 |               |                      |                |                  | opgave          |                      |                       |  |              |
| 2023 | 63e             | opgave        |                      | opgave         |                  |                 |                      | opgave                |  |              |

## Ploegen
- 2009 –  Burgos Monumental-Castilla y Leon
- 2010 –  Burgos 2016-Castilla y León
- 2011 –  Burgos 2016-Castilla y León
- 2012 –  Burgos BH-Castilla y León
- 2013 –  Burgos BH-Castilla y León
- 2014 –  Caja Rural-Seguros RGA
- 2015 –  Caja Rural-Seguros RGA
- 2016 –  Caja Rural-Seguros RGA
- 2017 –  Caja Rural-Seguros RGA
- 2018 –  Caja Rural-Seguros RGA
- 2019 –  Movistar Team
- 2020 –  Movistar Team
- 2021 –  Movistar Team
- 2022 –  Movistar Team
- 2023 –  Movistar Team

Aramendia · Arroyo · Barbero · Benito · Bilbao · Carthy · Ferrari · Fraile · Gonçalves · Grijalba · Lasca · Madrazo · Mas · Molina · Pardilla · Parra · Prades · Sáez · Txurruka · Vilela · Jiménez (stagiair) · Murphy (stagiair) · Rosón (stagiair)
Aramendia · Arroyo · Barbero · Benito · Bilbao · Carthy · Ferrari · Gallego · D. Gonçalves · J. Gonçalves · Lastra · Madrazo · Mas · Molina · Pardilla · Prades · Rosón · Rubio · Sáez · Vilela · Azkarate (stagiair) · Irisarri (stagiair) · Zabala (stagiair)
Aranburu · Arroyo · Benito · Butler · Celano · Ferrari · Irisarri · Lastra · Mas · Molina · Oien · Page · Pardilla · Prades · Reis · Rosón · Rubio · Sáez · Schultz · Trofimov · Zabala · Pelegrí (stagiair) · Serrano (stagiair) · Sola (stagiair)
Amezqueta · Aranburu · Benito · Celano · Cuadros · Ferrari · Irisarri · Lastra · Mas · Molina · Moreira · Oien · Pardilla · Reis · Rodríguez · Schultz · Serrano · Silva · Soto · Yssaad · Zabala
Amador · Anacona · Arcas · Barbero · Bennati · Betancur · Carapaz · Carretero · Castrillo · Erviti · Fernández · Landa · Mas · Oliveira · Pedrero · Prades · Quintana · Roelandts · Rojas · Rosón · Sepúlveda · Soler · Sütterlin · Valls · 
Valverde  · Verona
Alba · Arcas · Betancur (tot 31/08) · Carretero · Cataldo · Cullaigh · Elosegui · Erviti · Hollmann · Jacobs · Jorgenson · E. Mas · L. Mas · Mora · Norsgaard · Oliveira · Pedrero · Prades · Roelandts · Rojas · Rubio · Samitier · Sepúlveda · Soler · Torres · Valverde · Verona · Villella
Alba · Arcas · Carretero · Cataldo · Cullaigh · Elosegui · Erviti · García · González ·  Hollmann · Jacobs · Jorgenson · López (tot 1/10) · E. Mas · L. Mas · Mora · Mühlberger · Norsgaard · Oliveira · Pedrero · Rojas · Rubio · Samitier · Serrano · Soler · Torres · Valverde · Verona · Villella
Aranburu · Arcas · Barta · Elosegui · Erviti · García · González · Hollmann · Izagirre · Jacobs · Jorgenson · Kanter · Lazkano · E. Mas · L. Mas · Mühlberger · Norsgaard · Oliveira · Pedrero · Rangel Costa · Rodríguez · Rojas · Rubio · Samitier · Serrano · Sosa · Torres · Valverde · Verona
Aranburu · Arcas · Barta · Erviti · García · Gaviria · González · Guerreiro · Hollmann · Izagirre · Jacobs · Jorgenson · Kanter · Lazkano · E. Mas · L. Mas · Mühlberger · Norsgaard · Oliveira · Pedrero · Rangel Costa · Rodríguez · Rojas · Romeo · Rubio · Samitier · Serrano · Sosa · Torres · Verona